# Florida, Massachusetts
Florida är en kommun (town) i Berkshire County, Massachusetts, USA med cirka 676 invånare (2000).

## Källor

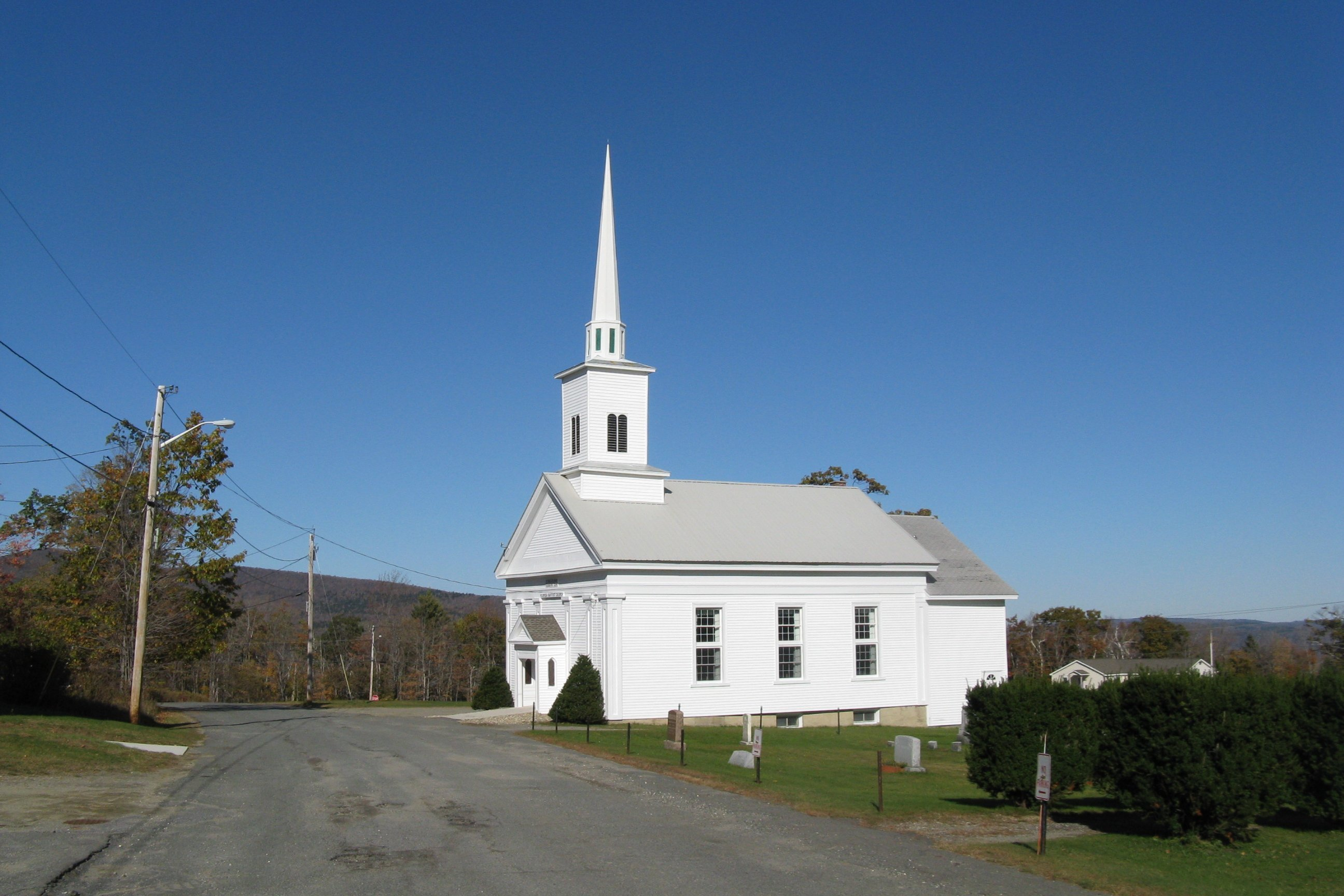